# I Am Virgin
I Am Virgin è un film del 2010 diretto da Sean Skelding. Si tratta di un B-movie che tratta temi quali i vampiri, il sesso e la verginità, parodia di Io sono leggenda.

## Trama
Una virus pandemico in grado di trasformare gli esseri umani in vampiri ninfomani ha ormai contagiato chiunque sulla Terra. Solo Robby riesce a salvarsi.

## Produzione
Il film è stato prodotto da Cheezy Flicks Entertainment, un noto distributore di B-movies. Il seguito di I Am Virgin sarà prodotto nel 2010 e si intitolerà Stripperland (ovvia parodia di Benvenuti a Zombieland).
Le riprese si sono svolte a Portland nell'Oregon. Sono stati utilizzati per le riprese night club locali quali The Lucky Devil Lounge e Cathies. Inoltre diverse spogliarelliste del luogo hanno preso parte alla pellicola.